# Casole Bruzio
Casole Bruzio es una localidad situada en el municipio de Casali del Manco, en la provincia de Cosenza, en Calabria (Italia).
Hasta el 7 de mayo de 2017 fue un municipio autónomo.
El 26 de marzo de 2017, los ciudadanos de Casole Bruzio, junto con los de los municipios vecinos de Pedace, Serra Pedace, Trenta y Spezzano Piccolo, decidieron en referéndum fusionarse en el nuevo municipio de Casali del Manco.

## Demografía
| Gráfica de evolución demográfica de Casole Bruzio entre 1861 y 2016 |
|                                                                     |
| Fuente: ISTAT - Elaboración gráfica a cargo de Wikipedia            |